# Liste von Hundebrunnen
In dieser Liste sind Hundebrunnen aufgeführt, also Brunnen im öffentlichen Raum, die Hunde zum Thema haben. Aufgeführt sind auch Brunnen, bei denen neben Hunden noch andere Tiere dargestellt sind. Trinkbrunnen für Hunde / Hundetränken gehören nicht dazu. Die Anordnung erfolgt alphabetisch nach den Ortsnamen.

## Deutschland
| Bezeichnung            | Bild           | Standort                       | Künstler         | Errichtung Einweihung | Weitere Informationen  |
| ---------------------- | -------------- | ------------------------------ | ---------------- | --------------------- | ---------------------- |
| Wurstmarktbrunnen      | weitere Bilder | Bad Dürkheim, Bahnhof (Lage)   | Walter Graser    | 1988                  |                        |
| Lederstrumpfbrunnen    | weitere Bilder | Edenkoben, Zentrum (Lage)      | Gernot Rumpf     | 1987–1990             |                        |
| Trinkbrunnen für Tiere | weitere Bilder | Göttingen, Kornmarkt (Lage)    |                  | 1981                  |                        |
| Hirtenbrunnen          | weitere Bilder | Göttingen, Groner Tor 1 (Lage) | Wilhelm Rathkamp | 1914                  |                        |
| Brunnenstein           |                | Otterberg (Lage)               | Richard Menges   | 1976                  | Relief mit zwei Seiten |

## Weitere
| Bezeichnung                                  | Bild           | Standort                                                      | Staat                  | Künstler                           | Errichtung Einweihung | Weitere Informationen          |
| -------------------------------------------- | -------------- | ------------------------------------------------------------- | ---------------------- | ---------------------------------- | --------------------- | ------------------------------ |
|                                              | weitere Bilder | Braga, Bom Jesus do Monte                                     | Portugal               |                                    |                       |                                |
| Charles Buls Brunnen                         | weitere Bilder | Brüssel, Grasmarkt (Lage)                                     | Belgien                | Henri Lenaerts                     | 1986/1987             |                                |
| Matthias-Brunnen                             | weitere Bilder | Budapest, (Lage)                                              | Ungarn                 | Alajos Stróbl und Alajos Hauszmann |                       |                                |
| Brunnen (Buochs) (mit Hund)                  |                | Buochs, Mühlematthof (Lage)                                   | Schweiz                | Lukas Gasser                       | 1988                  | Siehe Brunnen Mühlematthof in: |
| Diana and Atteone Fountain                   | weitere Bilder | Caserta, Provinz Caserta, Kampanien, Royal Park of the Palace | Italien                |                                    |                       |                                |
| Fuente de la Plaza del Escultor García Rueda | weitere Bilder | Córdoba, Plaza del Escultor García Rueda                      | Spanien                |                                    |                       |                                |
| Onofrio's Fountain                           | weitere Bilder | Dubrovnik (Lage)                                              | Kroatien               |                                    |                       |                                |
| Talbot Hounds fountain                       | weitere Bilder | Leeds, Trevelyan Square (Lage)                                | Vereinigtes Königreich |                                    |                       |                                |
| Mädchen mit Hund                             | weitere Bilder | Zürich (Lage)                                                 | Schweiz                | Adolf Ernst Hofmann                | 1936-1937             |                                |
| Brunnen mit Hund und Gänsen                  | weitere Bilder | Zürich, Gladbachstrasse, Ecke Spyiristrasse (Lage)            | Schweiz                |                                    |                       |                                |
| Brunnenplastik                               | weitere Bilder | Zürich, Seebach, an der Glatttalstrasse 1 (Lage)              | Schweiz                | Hans Markwalder (1882–1951)        |                       |                                |
| Brunnen mit Hund und Katze                   |                | Zürich (Lage)                                                 | Schweiz                |                                    |                       |                                |